# Assassino (Dungeons & Dragons)
Nel gioco di ruolo fantasy Dungeons & Dragons, l'Assassino (Assassin nella versione originale in inglese) è, in Original D&D e AD&D Prima Edizione, una sottoclasse del Ladro, in AD&D Seconda Edizione un kit opzionale, mentre in D&D Terza Edizione è una classe di prestigio. La classe è modellata sulla percezione degli assassini del mondo reale. In ambientazioni orientaleggianti, la classe base alternativa del Ninja può essere utilizzata al suo posto.

## Descrizione

### L'Assassino (maggiordomo) come sottoclasse del Ladro

#### OriginalD&D
L'Assassino appare per la prima volta nel secondo supplemento pubblicato per Original D&D, Blackmoor, di Dave Arneson. Qui l'Assassino viene descritto come una sottoclasse del Ladro a cui può accedere solo un personaggio che sia di razza umana e di allineamento Neutrale (in questa edizione del gioco gli allineamenti possibili sono solo tre). Inoltre, deve possedere dei requisiti minimi nelle caratteristiche ossia almeno 12 in Forza, Destrezza e Intelligenza. In Original D&D vengono spesso imposti alcuni vincoli nel background del personaggio; in questo caso si indica che l'Assassino deve necessariamente appartenere ad una gilda di assassini e avervi servito come semplice ladro: ciò giustifica il possesso delle abilità tipiche del Ladro, come attaccare alle spalle, scassinare serrature o scalare. Un assassino è considerato più esperto nel maneggio delle armi rispetto a un ladro; può infatti utilizzare qualsiasi tipo di arma e benché, come un Ladro, limitato all'uso di corazze di cuoio, può imbracciare uno scudo. L'Assassino ha la capacità di poter avvelenare le armi con ogni tipo di veleno senza rischiare di subirne gli effetti, o avvelenare subdolamente un nemico. Caratteristica unica dell'Assassino è la capacità speciale di travestirsi con maestria: può assumere le sembianze di un personaggio appartenente ad un'altra classe e di un individuo del sesso opposto; la probabilità di essere scoperto è molto bassa. In base al livello di esperienza, all'Assassino vengono assegnati dei titoli, che rappresentano la scala gerarchica della gilda:
| Livello | Titolo                   |
| ------- | ------------------------ |
| 1       | Apprentice               |
| 2       | Killer                   |
| 3       | Murderer                 |
| 4       | Slayer                   |
| 5       | Cutthroat                |
| 6       | Dacoit                   |
| 7       | Thug                     |
| 8       | Executioner              |
| 9       | Assassin                 |
| 10      | Senior Assassin          |
| 11      | Expert Assassin          |
| 12      | Chief Assassin           |
| 13      | Prime Assassin           |
| 14      | Guildmaster of Assassins |

A differenza di altre classi, è presente un cap level, il 14º livello; per potervi accedere, non è sufficiente accumulare punti esperienza, bensì assassinare il detentore della carica.

#### AD&D Prima Edizione
Come in Original D&D, anche nel Players Handbook di Gary Gygax l'Assassino è una sottoclasse del Ladro, ma accessibile a tutte le razze tranne che ai personaggi halfling. Con l'introduzione dei nove allineamenti, un Assassino deve essere necessariamente Malvagio (quindi LM, NM, CM), poiché, come scrive l'autore, «perforce, as the killing of humans and other intelligent life forms for the purpose of profit is basically held to be the antithesis of weal» ("necessariamente, l'assassinio di esseri umani e di altre forme di vita intelligenti, con il solo proposito del profitto, non può essere che l'antitesi del bene"). Le caratteristiche minime sono le stesse dell'edizione originaria, ma il punteggio di Intelligenza richiesto è di almeno 11. Le capacità speciali e l'abilità nel maneggio di armi e armature sono simili a quelle di Original D&D, anche se aggiornate al sistema di regole di AD&D Prima Edizione. All'Assassino vengono assegnati dei titoli in base al livello (il 15° è quello massimo):
| Livello | Titolo                   |
| ------- | ------------------------ |
| 1       | Bravo (Apprentice)       |
| 2       | Rutterkin                |
| 3       | Waghalter                |
| 4       | Murderer                 |
| 5       | Thug                     |
| 6       | Killer                   |
| 7       | Cutthroat                |
| 8       | Executioner              |
| 9       | Assassin                 |
| 10      | Expert Assassin          |
| 11      | Senior Assassin          |
| 12      | Chief Assassin           |
| 13      | Prime Assassin           |
| 14      | Guildmaster Assassin     |
| 15      | Grandfather of Assassins |

### L'Assassino come classe di prestigio
La classe di prestigio dell'Assassino viene descritta per la prima volta nel manuale Guida del Dungeon Master per D&D Terza Edizione (3.0), in cui sono apparse le prime sei classi di prestigio per D&D. L'Assassino è definibile da due caratteristiche fondamentali: la capacità di avvicinarsi alla vittima riducendo il più possibile il rischio di essere scoperto e l'abilità di colpirla, rendendola incapace o uccidendola, con colpi precisi e immediatamente letali. Per far questo, l'assassino impara la ferrea disciplina dell'arte della furtività, apprende la manipolazione di utili incantesimi arcani di massimo 4º livello (come Cambiare sembianze e Foschia occultante), acquisisce nozioni sull'anatomia della creatura che deve uccidere e impara a conoscere e maneggiare i veleni. L'Assassino ottiene, progressivamente, con l'aumento del livello di esperienza, privilegi di classe finalizzati all'assassinio:
- Attacco furtivo: similmente alla classe del Ladro può effettuare "attacchi furtivi", ovvero attacchi che diventano devastanti se l'avversario è colto di sorpresa
- Attacco mortale: l'assassino ha la possibilità di compiere un Attacco furtivo che causi la paralisi o la morte della vittima
- Uso dei veleni: può maneggiare ogni tipo di veleno senza rischiare di subirne gli effetti
- Incantesimi: già al primo livello di esperienza l'Assassino è in grado di manipolare la magia arcana similmente a un Bardo. Può lanciare però solo gli incantesimi presenti in una limitatissima lista, che comprende incantesimi in grado di aiutarlo nell'avvicinamento al bersaglio o nella fuga nel caso in cui venga scoperto
- Tiro salvezza bonus contro il veleno: l'Assassino ha un bonus ai tiri salvezza contro veleno
- Schivare prodigioso: similmente ad un Ladro, ha il privilegio di classe Schivare prodigioso, che gli dà qualche possibilità in più di evitare un attacco se colto di sorpresa

Un Assassino è competente nell'uso di arco corto (anche composito), balestra (a mano, leggera e pesante), dardi, manganello, spada corta, stocco e pugnale, tutte armi maneggevoli e facilmente occultabili; è competente inoltre nelle armature leggere, poiché questo tipo di armatura non impedisce eccessivamente i movimenti.
La versione aggiornata, descritta nella Guida del Dungeon Master per D&D3.5, aggiunge i privilegi di classe Schivare prodigioso migliorato (vantaggi già comunque precedentemente compresi in Schivare prodigioso) e, ad alti livelli, Nascondersi in piena vista; quest'ultimo gli consente di potersi nascondere nelle ombre anche se qualcuno lo sta osservando direttamente.

#### Requisiti per l'Assassino
I requisiti di accesso alla classe di prestigio richiedono che il personaggio soddisfi soprattutto una sola delle caratteristiche fondamentali dell'assassino, la furtività. Infatti, il candidato deve avere numerosi gradi nelle abilità Muoversi silenziosamente, Nascondersi e Camuffare. Inoltre, deve avere un allineamento Malvagio (quindi LM, NM oppure CM), strettamente legato ad un altro vincolo, quello di aver provato la sua determinazione compiendo almeno un assassinio a sangue freddo con il solo movente di diventare un assassino. Qualsiasi classe ad eccezione del paladino può diventare assassino; i paladini decaduti sono però ammessi.

#### Gli assassini e la società
Gli assassini sono frequentemente al soldo di qualche personaggio malvagio; a meno di essere particolarmente esperti, difficilmente agiscono da soli, ma in gruppo, ben organizzati in gilde o società segrete. Spesso, ma non sempre, l'assassino è un individuo votato all'omicidio per scopi economici e materiali ma difficilmente ideologici, abile ad uccidere infiltrandosi senza essere scoperto (e per questo molto spesso vengono assoldati anche solo come informatori o spie), colpendo senza scrupoli, restando nell'ombra e utilizzando subdole armi come i veleni. Generalmente gli assassini fanno parte di organizzazioni – necessariamente segrete – il cui unico scopo è la conquista di denaro e potere. Spesso sono al soldo di nobili o ricchi cittadini.

#### Assassino epico
Con la revisione 3.5, un Assassino che raggiunge il 10º livello può proseguire a livelli epici diventando un Assassino epico .